# 2004-es amatőr ökölvívó-Európa-bajnokság
A 35. amatőr ökölvívó-Európa-bajnokság
- Helyszín: Pula, Horvátország.
- Időpont: 2004. február 19-29.
- 41 ország 292 ökölvívója indult a versenyen, ahol 11 versenyszámban avattak bajnokot és az érmesek kvalifikálták magukat az Athéni olimpiára. A torna legjobb ökölvívójának az orosz Gajdarbek Gajdarbekovot választották.
- A Európa-bajnokságokon a küzdelmek egyenes kieséses rendszerben zajlanak és mindkét elődöntő vesztese bronzérmet kap.

## Érmesek
- Káté Gyula bronzérmet szerzett könnyűsúlyban.
- Bedák Pál bronzérmet szerzett papírsúlyban.

| 2004. évi amatőr ökölvívó-Európa-bajnokság érmesei |                                     |                                  |                                                                       |
| Versenyszám                                        | Arany                               | Ezüst                            | Bronz                                                                 |
| Szupernehézsúly                                    | Alekszandr Povetkin (Oroszország)   | Roberto Cammarelle (Olaszország) | Jaroslavas Jakšto (Litvánia) Szergej Rozsnov (Bulgária)               |
| Nehézsúly                                          | Alekszandr Alekszejev (Oroszország) | Viktor Zujev (Fehéroroszország)  | Vedran Djipalo (Horvátország) Ergezen Ertrugrul Törökország           |
| Félnehézsúly                                       | Jevgenyij Makarenko (Oroszország)   | Marijo Sivolija (Horvátország)   | Alekszej Kuziemszki (Lengyelország) Ondrij Fedcsuk (Ukrajna)          |
| Középsúly                                          | Gajdarbek Gajdarbekov (Oroszország) | Lukas Wilashek (Németország)     | Dzsahid Cagijev (Azerbajdzsán) Andy Lee (Írország)                    |
| Váltósúly                                          | Oleg Szaitov (Oroszország)          | Xavier Noel (Franciaország)      | Rolandas Jasevicius (Litvánia) Ruszlan Kajrov (Azerbajdzsán)          |
| Kisváltósúly                                       | Alekszandr Maletin (Oroszország)    | Igor Pascsuk (Ukrajna)           | Mustafa Karagüllü (Törökország) Willy Blain (Franciaország)           |
| Könnyűsúly                                         | Dimitar Siljanov (Bulgária)         | Selcuk Aydin (Törökország)       | Káté Gyula (Magyarország) Domenico Valentino (Olaszország)            |
| Pehelysúly                                         | Vitali Tajbert (Németország)        | Khédafi Djelkhir (Franciaország) | Mahail Bernadszkij (Fehéroroszország) Konsztantyin Kupatadze (Grúzia) |
| Harmatsúly                                         | Gennagyij Kovaljov (Oroszország)    | Ali Hallab (Franciaország)       | Detelin Dalakliev (Bulgária) Andrzej Liczik (Lengyelország)           |
| Légsúly                                            | Georgij Balaksin (Oroszország)      | Nikolosz Izoria (Grúzia)         | Andrzej Rzany (Lengyelország) Rustamhodza Rahimov (Németország)       |
| Papírsúly                                          | Szergej Kazakov (Oroszország)       | Alfonso Pinto (Olaszország)      | Bedák Pál (Magyarország) Szalim Szalimov (Bulgária)                   |